# St. Johannes (Göggingen)

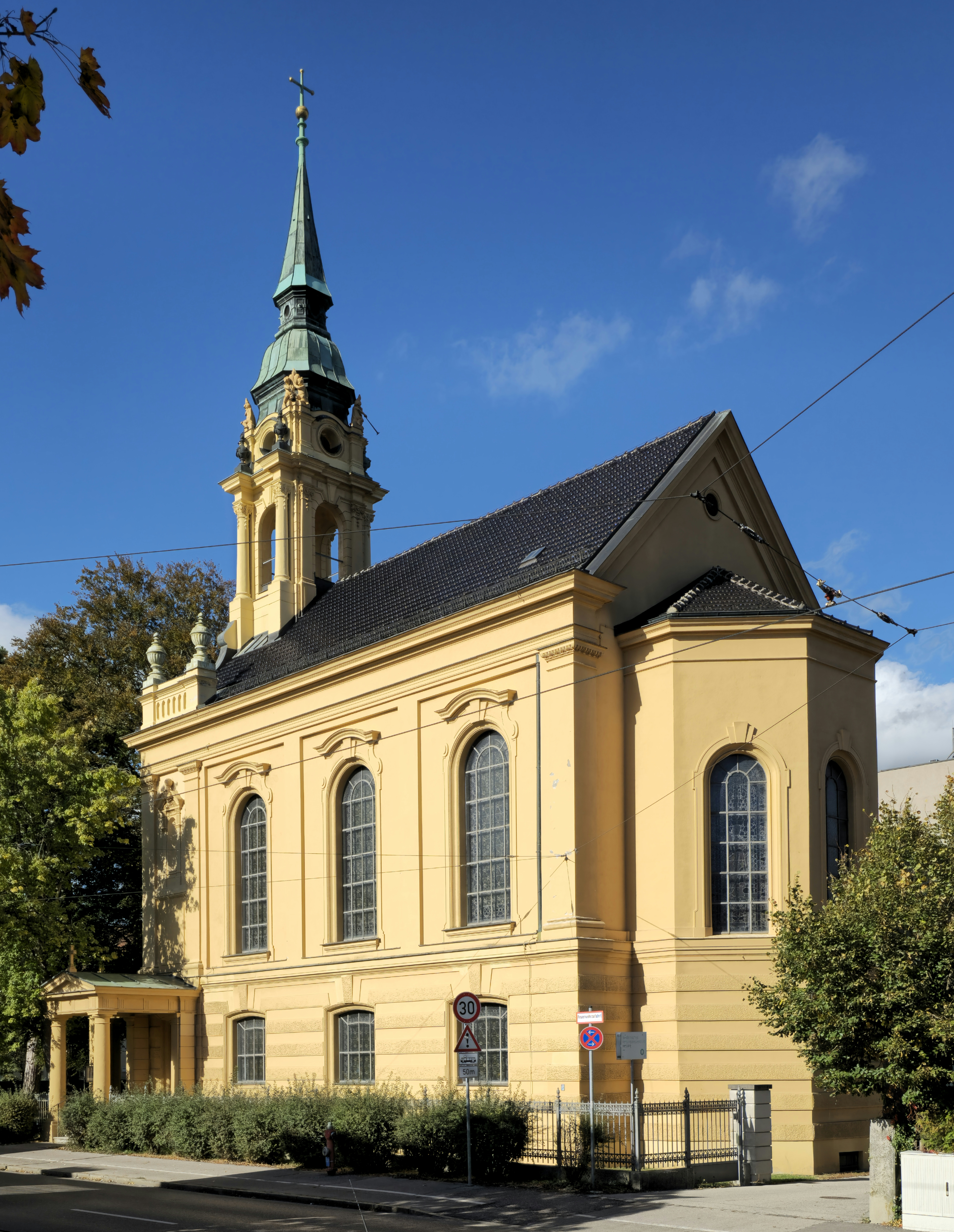
Blick auf St. Johannes von der Wellenburger Straße

Innenansicht von der Empore zum Chor

Die Simultankirche St. Johannes befindet sich im Augsburger Stadtteil Göggingen und ist die Anstaltskirche der Hessing Kliniken. Der denkmalgeschützte Bau liegt an der Wellenburger Straße und wurde 1906 eingeweiht.

## Geschichte und Beschreibung
Die Kirche wurde zwischen 1890 und 1893 erbaut, die Einweihung erfolgte 13 Jahre später in zwei konfessionell getrennten Gottesdiensten im Abstand von einer halben Stunde. Als Architekt zeichnete Friedrich Hessings Hofbaumeister Jean Keller verantwortlich. Hessing nahm Einfluss auf den Bau. Seine Idee von ganzheitlicher Medizin berücksichtigte auch Religion und Seelsorge.
Der sakrale Bau ist ein „gelungenes Zusammenspiel von neubarocker Hülle, neugotischer Innengestalt und im Jugendstil geschmückter Wände und Fenster. Für letztere sorgte übrigens der Gögginger Bürgermeister Leo Eichleitner, der sich neben seinem kommunalen Amt auch als Glasmeister und Glasmaler sehr erfolgreich betätigte“. Die Anstaltskirche ist geprägt von wertvollen Schnitzereien.
Der ebenfalls von Jean Keller entworfene Altar zeigt in eindrücklicher Weise den gekreuzigten Jesus. Am Fuß des Kreuzes stehen Maria und der Jünger, den Jesus liebte. Die Kreuzesgruppe wird rechts und links von den Apostelfürsten Petrus und Paulus eingerahmt. Darüber segnet der den Heiligen Geist sendende Gottvater die Heil und Trost suchenden Menschen. Eine weitere Besonderheit ist das neben dem Kanzelaufgang angebrachte Holzrelief der Heiligen Barbara. Das Schnitzwerk stammt aus dem 16. Jahrhundert und wird der Riemenschneider-Schule zugeordnet.
Als Simultankirche dient das Gotteshaus beiden großen christlichen Konfessionen. Für die katholische Kirche findet man die typischen Attribute wie Tabernakel, Beichtstuhl und Weihwasserkessel. Der Schmuck von Altar und Kanzel mit den biblischen Gestalten oder allegorischen Figuren sowie die Liedtafel sind evangelische Merkmale.

## Steinmeyer-Orgel

Steinmeyer-Orgel

Neben dem Altar ist die Steinmeyer-Orgel, die nur mit Druckluft betrieben wird, ein weiteres Schmuckstück der Simultankirche. Sie entstand 1896 als op. 566 ihrer Erbauerwerkstatt, wurde im selben Jahr zunächst auf der Bayer. Landes-Industrie-Gewerbe- und Kunstausstellung in Nürnberg präsentiert und aufgrund ihrer technischen Neuerungen ebendort mit einer Goldmedaille prämiiert. Hessing selbst, der u. a. auch Orgel- und Harmoniumbauer war, legte die Disposition fest – die Schreinerarbeiten am Gehäuse wurden in den Klinikwerkstätten fertiggestellt.
Das Instrument mit 15 Registern auf drei Manualen und Pedal ist vollständig erhalten und nach einer Teilrestaurierung durch Orgelbau Robert Knöpfler mit gewissen technischen Einschränkungen spielbar. Es verfügt über Kegelladen mit pneumatischer Spiel- und Registertraktur. Eine Besonderheit ist ihr harmoniumartiges drittes Manual mit dem einzigen Register Physharmonika 8′, dessen Spielwind über ein eigenes Pedal schöpfbar und mittels eines Knieschwellers in der Lautstärke regulierbar ist. Die gesamte Disposition der Orgel lautet wie folgt:
| Manual I C–f3 |                 |    |
| 1.            | Principal       | 8′ |
| 2.            | Doppelflöte     | 8′ |
| 3.            | Viola da Gamba0 | 8′ |
| 4.            | Dolce           | 8′ |
| 5.            | Gedackt         | 8′ |
| 6.            | Octave          | 4′ |
| 7.            | Traversflöte    | 4′ |

| Manual II (schwellbar) C–f3 |                  |    |
| 8.                          | Geigenprincipal0 | 8′ |
| 9.                          | Aeoline          | 8′ |
| 10.                         | Vox coelestis    | 8′ |
| 11.                         | Orchesterflöte   | 4′ |
| 12.                         | Gemshorn         | 4′ |

| Manual III C–f3 |                |    |
| 13.             | Physharmonika0 | 8′ |

| Pedal C–d1 |         |     |
| 14.        | Subbaß0 | 16′ |
| 15.        | Violon  | 8′  |

- Koppeln:
  - Normalkoppeln II/I, III/I, III/II, I/P, II/P
  - Suboktavkoppel II/I
  - Superoktavkoppeln I/I, II/II (beide ausgebaut bis f4), P/P (ausgebaut bis d2)
- Spielhilfen:
  - 1 freie Kombination (Ein), Auslöser (Aus)
  - 3 feste Kombinationen (P, MF, F), Auslöser (0)
  - Tritte für Schwellkasten (Manual II) und Registercrescendo, Knieschweller für Manual III
  - Pedal zur Windschöpfung für Manual III